# Jenny Spennert
Jenny Juliana Spennert, född 9 januari 1879 i Helsingfors, död 26 juli 1950, var en finländsk operasångerska. Hon inledde sin bana som varietéartist i Finland och blev därefter för en tid en erkänd operett- och operasångerska i internationella sammanhang.

## Biografi

### Unga år
Fadern Erik Spennert kom från Anjala och modern hade österbottnisk bakgrund. Fadern verkade som sadelmakarmästare och drev en åkdonsfabrik som sysselsatte ett tiotal arbetare och bland annat levererade till hovkretsarna i S:t Petersburg. 
Jenny Spennert fick lära sig spela piano, dansa och sjunga och visade redan i tidig ålder att hon hade begåvning. Hennes danslärare var den främsta i Helsingfors, Elisabet Littson. Som sånglärare fungerade Abraham Ojanperä, som var operasångare och sångpedagog. 
Redan som sjuttonåring engagerades Jenny Spennert av Svenska teatern. Hon debuterade i mars 1896 som Carolina i Gustav von Mosers lustspel Drilléns operett. Anställningen upphörde år 1898 då Spennert gifte sig med affärsmannen William Göhle. Äktenskapet blev kort och olyckligt och det enda barnet avled i späd ålder. Spennert skiljde sig år 1903. Då hade hennes fars företag gått i konkurs.

### Åren som varietéartist
I maj 1903 debuterade Spenner som varietéartist i Helsingfors och fick ett bra mottagande. Hon sjöng hon på franska, italienska och svenska. Hon reste till Paris och lyckades få engagemang på teatrarna Marigny, Olympia och Casino de Paris. Därefter reste hon vidare till St Petersburgs kända Aquariumteater och uppträdde sedan i Viborg, Tammerfors och på Sveateatern i Stockholm. 
Varietén blomstrade kring sekelskiftet och konkurrensen var hård. Efter två år som varietéartist hade hon samlat in så mycket pengar att hon kunde satsa på att vidareutveckla sina röstresurser.

### Åren som operasångerska
Spennert studerade vidare i London och Berlin och blev sedan anställd av operan i Monte Carlo där hon tilldelades centrala, klassiska roller. Efter Monte Carlo uppträdde hon med sin höga sopranstämma bland annat på Stora operan i Paris, Komische Oper i Berlin och Kungliga teatern i Stockholm.
I Stockholm gav hon konsert 1912 och uppträdde samma år som Thaïs på Kungliga Operan där. Åren 1909 och 1913 gjorde Spennert 15 skivinspelningar med sånger av bland andra Karl Collan, Oskar Merikanto och Jean Sibelius. Hon framförde både svenska och finska sånger.

### Senare år
Spennerts aktiva period tog slut på 1910-talet. Världskrigets utbrott försvårade också möjligheterna till resor och gästspel. Hon levde ett tämligen tillbakadraget liv i Helsingfors med sina katter och hundar. Spennert gjorde några försök att åter beträda scenen, genom konserter år 1918 och i operetten Madame Blixt på Åbo svenska teater år 1925, men mottagandet var svalt. Kontraktet med Åbo svenska teater slutade med en rättstvist.
År 1946 publicerade Spennert sina memoarer, i sina memoarer, redigerade av Raoul af Hällström. Därefter ordnade Spennert ännu några konserter år 1947 och 1949.